# Muscolo tarsale superiore
Nell'anatomia umana il  muscolo tarsale superiore (chiamato anche muscolo di Muller)  è uno dei muscoli che regolano il movimento delle palpebre.

## Anatomia
Si ritrova fra il tendine del muscolo elevatore superiore delle palpebre e la congiuntiva.

## Patologia
Nella sindrome di Bernard-Horner vi è la paralisi di tale muscolo.
Nella malattia di Basedow-Graves, l'iperstimolazione di questo muscolo da parte del sistema ortosimpatico è uno dei fattori che contribuisce all'esoftalmo.

## Funzioni
Permette di allargare la rima palpebrale.